# 疏花美容杜鹃
疏花美容杜鹃（学名：Rhododendron calophytum var. pauciflorum）为杜鹃花科杜鵑花屬下的一个变种。